# Helen-Riff
Das Helen-Riff (in der deutschen Kolonialzeit Helenariff, englisch: Helen's Reef), auch Hotsarihie genannt, ist ein bei Flut fast vollständig überspültes Atoll im südwestlichen Pazifischen Ozean. Es liegt etwa 75 km östlich der Insel Tobi und gehört wie diese zum Verwaltungsgebiet Hatohobei der Inselrepublik Palau.
Das Atoll ist 25 km lang und fast 10 km breit. Einschließlich der Lagune (103 km²) und der zahlreichen flachen Korallenriffe hat es eine Gesamtfläche von rund 163 km².
1767 lief die HMS Swallow unter Kapitän Philip Carteret von Neuguinea nach Manila (Philippinen) und „entdeckte“ dabei Inseln im Südwesten von Palau, so am 8. September das Helen-Riff. Später wurde das Atoll unter den Namen San Felipe oder Carteret Bank bekannt.
Von 1901 bis zum Ersten Weltkrieg war das Riff Teil Deutsch-Neuguineas.
Im Norden des Atolls ist die Fläche der Insel Helen Island enthalten. Auf der Insel befindet sich eine ständig besetzte Rangerstation. Deshalb wird das Helen-Riff zu den neun bewohnten Inseln der Republik Palau gerechnet.